# Zom 100 : La Liste de la mort
Pour plus de détails, voir Fiche technique et Distribution.
Zom 100 : La Liste de la mort (ゾン100〜ゾンビになるまでにしたい100のこと〜, Zon 100: Zonbi ni naru made ni shitai 100 no koto) est un film japonais réalisé par Yūsuke Ishida (ja) et sorti sur la plateforme Netflix en 2023. C'est l'adaptation de la série de manga Zom 100: Bucket List of the Dead écrite par Haro Aso et dessinée par Kōtarō Takata.

## Fiche technique
- Titre original : ゾン100〜ゾンビになるまでにしたい100のこと〜 (Zon 100: Zonbi ni naru made ni shitai 100 no koto?)
- Titre français : Zom 100 : La Liste de la mort
- Réalisation : Yūsuke Ishida (ja)
- Scénario : Tatsuro Mishima, d'après la série de manga Bucket List of the Dead
- Production : Akira Morii
- Musique : Yoshiaki Dewa
- Photographie : Tarō Kawazu (ja)
- Pays de production :  Japon
- Langue originale : japonais
- Durée : 129 minutes
- Genre : comédie dramatique, horreur
- Date de sortie :
  - Monde : 3 août 2023 sur Netflix

## Distribution
- Eiji Akaso (en) (VF : Enzo Ratsito) : Akira Tendo
- Mai Shiraishi (VF : Emmylou Homs) : Shizuka Mikazuki
- Shuntarō Yanagi (ja) (VF : Gauthier Battoue) : Ken'ichirō Ryuzaki
- Kazuki Kitamura (VF : Julien Allouf) : Gonzo Kosugi
- Mukau Nakamura (VF : Jessy Dubuis) : Yamaguchi

 Source et légende : version française (VF) sur RS Doublage et carton du doublage français.